# Теофіл Рутка
Теофі́л Ру́тка (пол. Teofil Rutka; 27 грудня 1623 — 18 травня 1700, Львів) — письменник, католицький теолог, філософ, монах-єзуїт.
Народився в Київському воєводстві. Автор низки полемічних творів польською мовою проти православ'я:
- «Obrona prawowierności cerkwi wschodniej przeciwko kacerzom zaprzeczającym pochodzenie Ducha świętego od Syna». (1678);
- «Zgoda święta cerkwie ś. wschodniej prawosławnej z kościolem katolickim apostolskim rzymskim ..» (1678);
- «Goljat swoim mieczem porażony..» (1689; проти Й. Ґалятовського);
- «Kamień przeciwko Kamieniowi…» (1690) у відповідь на «Lithos albo Kamień» П. Могили та інших.